# 위장 (과학)

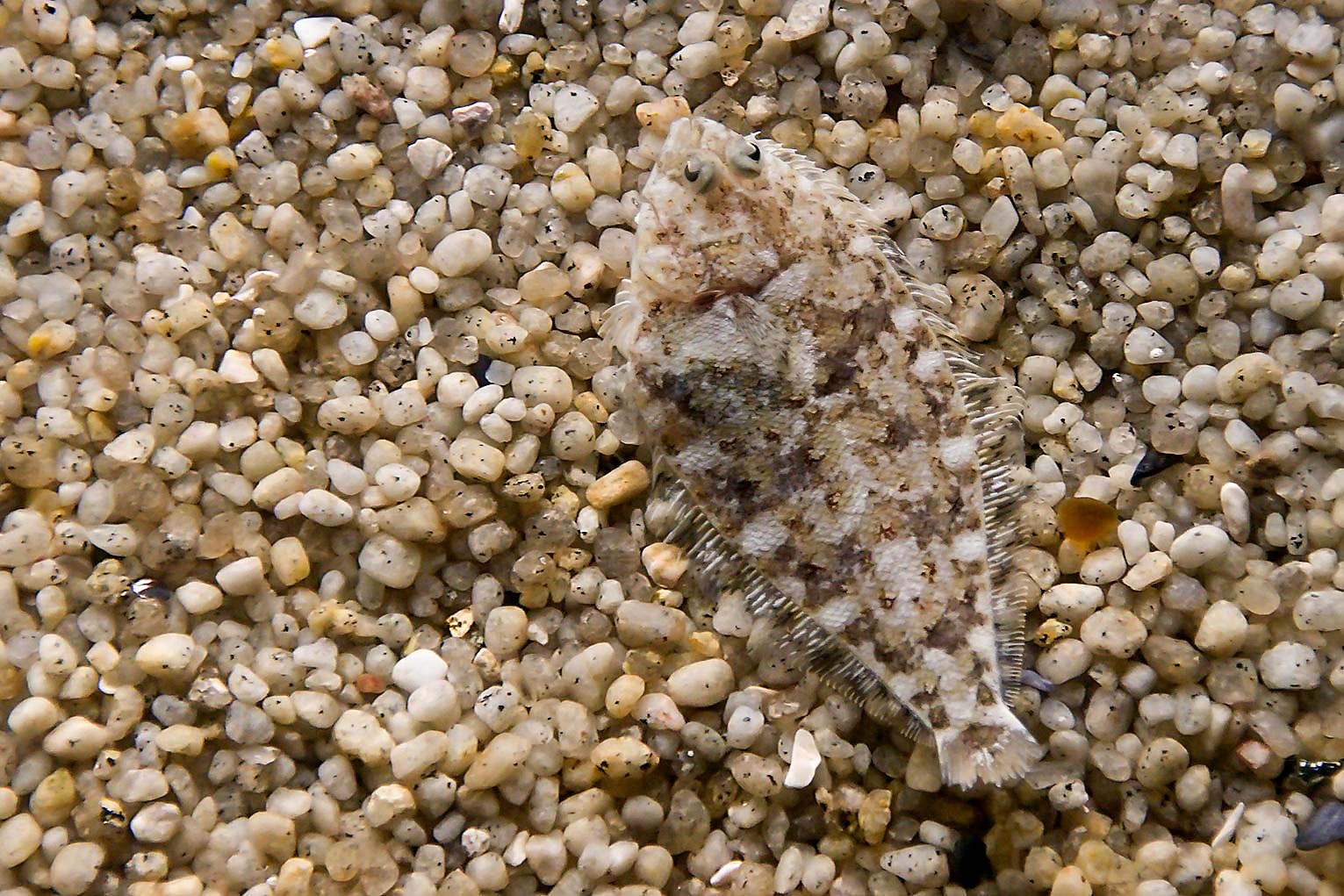
바다 속에 있는 돌과 섞여 있는 가자미

카무플라주(프랑스어: camouflage)는 유기체의 몸 빛깔을 주변의 환경과 식별하기 어렵게 위장하여 적으로부터 유기체의 몸을 숨기는 방법이다. 한국어로 위장(僞裝)이나 변장(變裝)이라고 부른다. 주로 야생의 동물들의 외형에서 발견할 수 있다. 호랑이 몸의 검은 옆 줄무늬나, 곤충의 자연색이 그러한 예시이다. 이는 인간에게도 활용되어 동물 보호색 및 자연 환경의 색을 모방한 다양한 패턴의 군복 등을 예로 들 수 있다.